# Crau
Pour l’article homonyme, voir La Crau pour la commune du Var.
La Crau ou plaine de la Crau (en provençal Crau selon les normes classique et mistralienne) est un paléo-delta de la Durance, proche de la Camargue, dans le département des Bouches-du-Rhône. La plaine de la Crau forme un triangle d'une surface estimée à 550 km2. La Crau était historiquement une pelouse pastorale aride, formant une végétation unique, nommée coussoul (ou coussous), aujourd'hui fragmentée et réduite, constituant la Crau sèche, dernier habitat de type steppique d'Europe occidentale. Il subsiste aujourd'hui 95 km2 de steppe intacte. La partie nord de la Crau, qui fut irriguée à partir du XVIe siècle par le canal de Craponne et mise en culture, forme la Crau humide, qui donne un foin réputé, premier fourrage à avoir obtenu une AOC, le foin de Crau. Dans la deuxième moitié du XXe siècle, de nombreuses cultures intensives (vergers et maraîchage) ont été implantées, réduisant encore la surface de coussoul.
La valeur écologique et patrimoniale du coussoul a été prise en compte à partir des années 1970 et plusieurs outils de protection ont été mis en place. L'habitat est aujourd'hui intégré au réseau Natura 2000 et la Réserve naturelle nationale des Coussouls de Crau a été créée en 2001. Mais cette protection partielle n'empêche pas la poursuite de l'aménagement de la Crau par divers projets incompatibles avec sa biodiversité et son paysage, tous deux uniques.

## Situation

Limites approximatives de la Crau.

La Crau est située dans le département des Bouches-du-Rhône. Voisine de la Camargue, elle forme un triangle d'environ 600 km2 entre Arles, Salon-de-Provence et le golfe de Fos. La Crau est délimitée à l'ouest par le delta du Rhône, au nord par le massif des Alpilles, au sud-est et au sud par l'étang de Berre et la mer Méditerranée. On distingue aujourd'hui deux zones bien distinctes, la Crau sèche, au sud, et la Crau humide, au nord, qui s'étend notamment sur le territoire des communes de Saint-Martin-de-Crau, Eyguières, Istres, Mouriès et Arles.

## Formation

### Légendes
Les auteurs antiques ont été frappés par le caractère particulier de ce « champ de cailloux », infinité de pierres polies comme des galets, de forme et de taille semblables. Strabon rapporte à son sujet plusieurs théories ; selon Aristote, ces pierres auraient été vomies à la surface du sol par quelque tremblement de terre, selon Posidonius, il s'agissait d'un ancien lac dont l'eau se serait solidifiée puis disloquée, enfin, Eschyle, jugeant le phénomène inexplicable, forgea une légende où Hercule, à court de flèches dans un combat contre des Ligyens, reçut l'aide de Jupiter qui provoqua une grêle de cailloux arrondis qui servirent de projectiles.

### Géologie

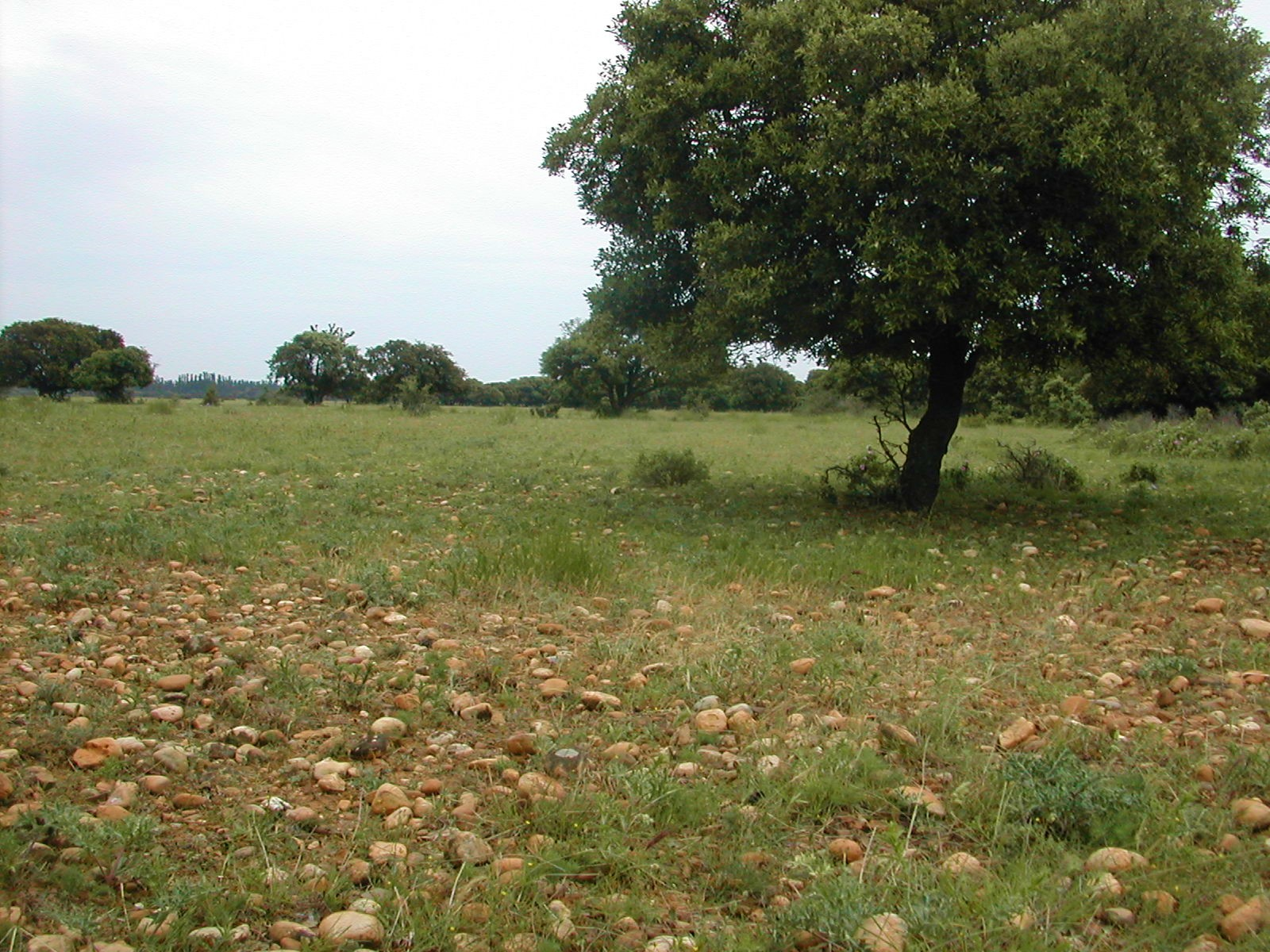
Les galets alluviaux sont bien visibles dans la Crau.

La plaine de la Crau a été formée au Quaternaire par l'apport d'alluvions qui se sont déposées dans un ancien delta de la Durance, lorsque celle-ci était un fleuve se jetant dans la Méditerranée, passant alors au sud des massifs des Alpilles et du Luberon. Entre la fin du Tertiaire et le début du Quaternaire, il y a environ deux millions d'années, la mer pénétrait profondément à l'intérieur de cette zone et couvrait la région de la Crau de sédiments constitués d'argile grise qui forment le substratum imperméable des étangs d'Entressen et des Aulnes. Lorsque la mer régressa jusqu'à trente mètres en dessous de son niveau actuel, la Durance forma un vaste cône de déjection de cailloutis.
La Durance emprunta successivement plusieurs passages au niveau des communes d'Eyguières et de Lamanon, ce qui donna lieu à plusieurs phases de formation des dépôts alluvionnaires. Les géologues déterminent deux formations juxtaposées distinctes dans la Crau, provenant de trois nappes caillouteuses alluviales, la Vieille Crau ou Crau d'Arles et la Jeune Crau constituée de la Crau du Luquier et de la Crau de Miramas,.

#### La vieille Crau
La première formation correspond à la première nappe caillouteuse alluviale située dans la partie nord de la plaine de la Crau aujourd'hui irriguée et devenue la Crau humide. Pendant la période du Villafranchien, étage charnière entre le Tertiaire et le Quaternaire allant de −2 millions d'années à −800 000 ans, la Durance passait par le seuil de Saint-Pierre de Vence et le vallon des Glauges, entre le mont Menu et le massif des Opies. Des galets constitués de calcaires du Jurassique et du Crétacé subalpin se déposèrent. La taille de ces galets est inférieure à 10/15 cm de diamètre. Les déformations tectoniques et les dépôts d'alluvions entraînent un glissement de la Durance vers le sud-est. Au cours de la deuxième glaciation du Mindel (−450 000 ans), la Durance abandonne le seuil de Saint-Pierre de Vence pour emprunter celui d'Eyguières, à l'est du mont Menu (vallon emprunté aujourd'hui par la RD 569). L'épaisseur des alluvions de cette vieille Crau est variable, 10 m entre Mouriès et Aureille, et 40 m à Raphèle-lès-Arles.

#### La jeune Crau
Au cours de la glaciation du Riss (-240 à −180 000 ans), la Durance abandonne le seuil d'Eyguières pour passer par Lamanon, entre la colline du Défens et celle de Roquerousse situées à l'ouest de la chaîne des Costes. Deux formations géologiques peuvent être distinguées :

##### La Crau du Luquier
C'est la deuxième nappe caillouteuse alluviale s'étendant au nord-ouest entre la Crau d'Arles et la troisième nappe.
La Crau du Luquier est composée de galets calcaires mais aussi de roches endogènes : granites, quartzites et variolites ; ces dernières roches proviennent du Queyras. La taille des galets varie de 20 à 30 cm, ce qui laisse supposer un régime torrentiel pour la Durance. L'épaisseur de ces alluvions est faible, 10 m environ.

##### La Crau de Miramas
La Crau de Miramas, au sud-est, où les galets siliceux et endogènes sont dominants, est la troisième nappe caillouteuse alluviale au sud de la plaine de la Crau.
L'épaisseur des alluvions est assez importante, 20 à 30 m. La formation de la Crau de Miramas s'est effectuée au cours de la phase interglaciaire Riss-Würm et au début de la période dite Würm I (-120 à −60 000 ans).

#### Assèchement
Au plus fort de la glaciation du Würm (−18 000 ans), un petit affluent du Rhône réussit, par une érosion régressive facilitée par des mouvements tectoniques, à ouvrir le pertuis d'Orgon et à capter la Durance qui se déverse alors dans le Rhône, au sud d'Avignon. Cette capture de la Durance est également facilitée par les dépôts de ses propres alluvions qui se déposent à l'entrée du seuil de Lamanon et qui entravent son écoulement. Le delta s'assèche alors. Ce phénomène a été contemporain de l'homme moderne dont la présence à Marseille a été démontrée notamment par les décorations de la grotte Cosquer.
Les galets de la Durance se sont accumulés sur une importante épaisseur. Cette accumulation a formé, avec le calcaire des eaux de ruissellement, un ciment qui donne le poudingue (nommé localement taparas en provençal), roche imperméable et résistante. Sous cette couverture, la plaine possède une nappe phréatique importante et de faible profondeur, alimentée par les eaux d'irrigation pour le foin de Crau.

Crau sèche
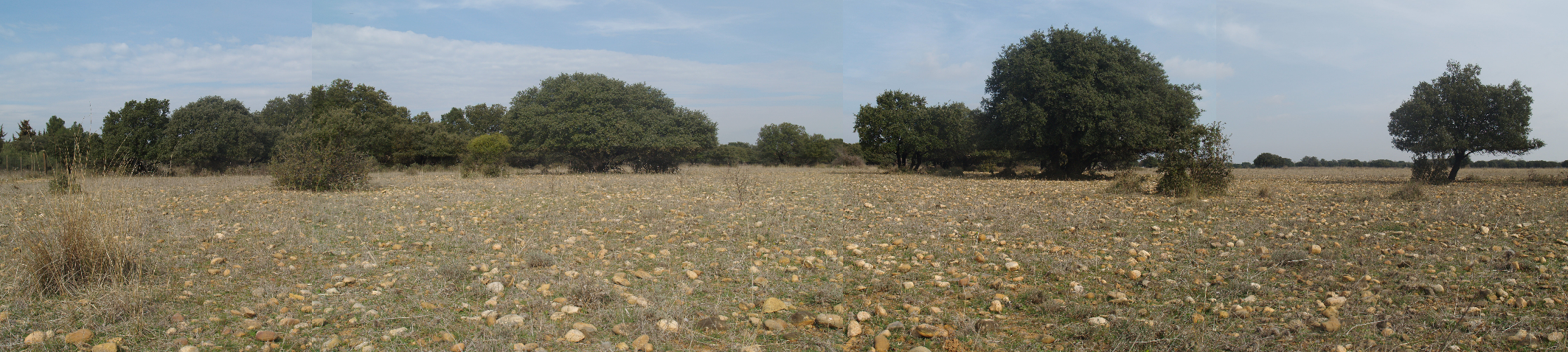
Panorama.
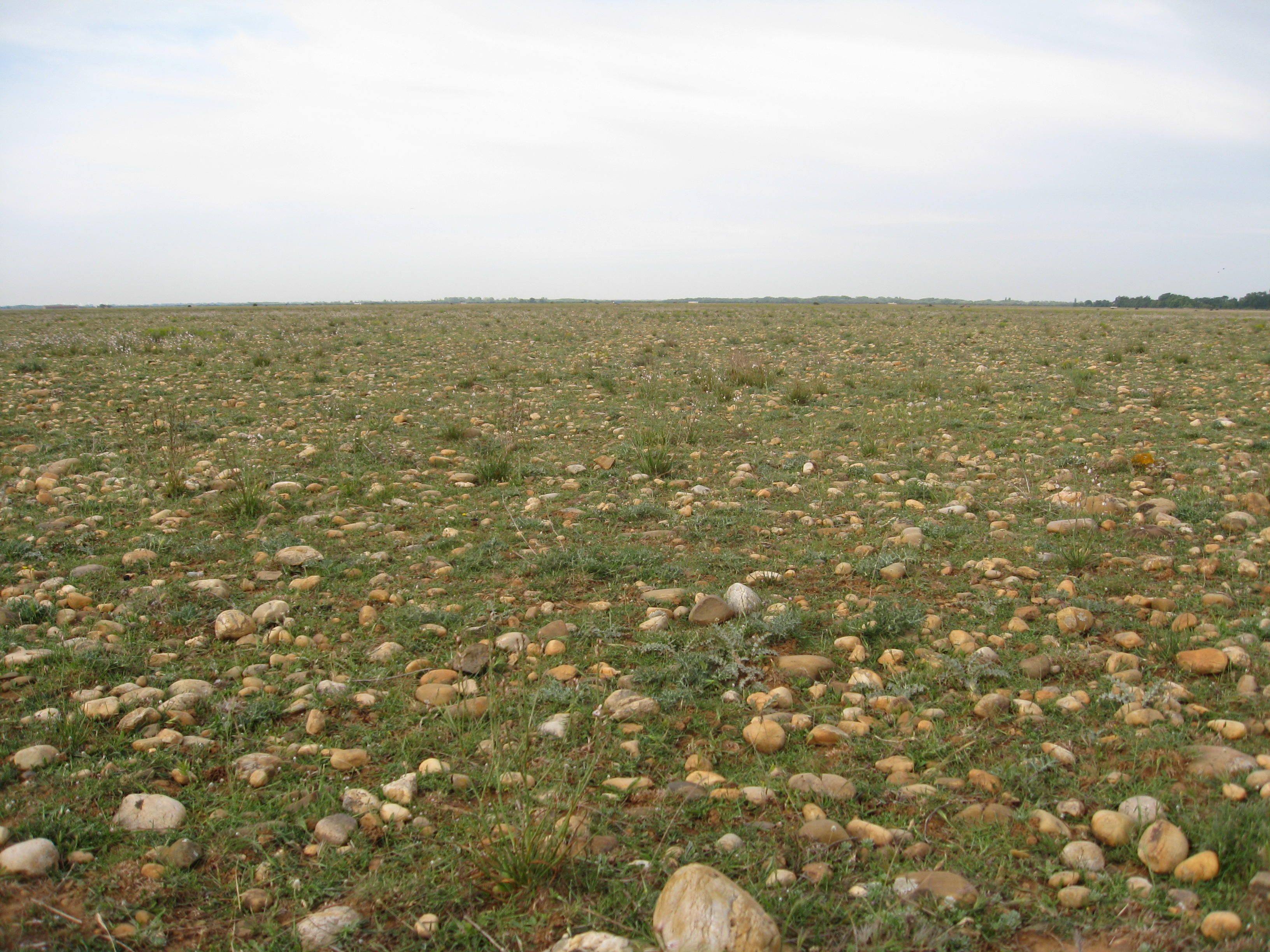
Galets de la Crau.

Crau humide
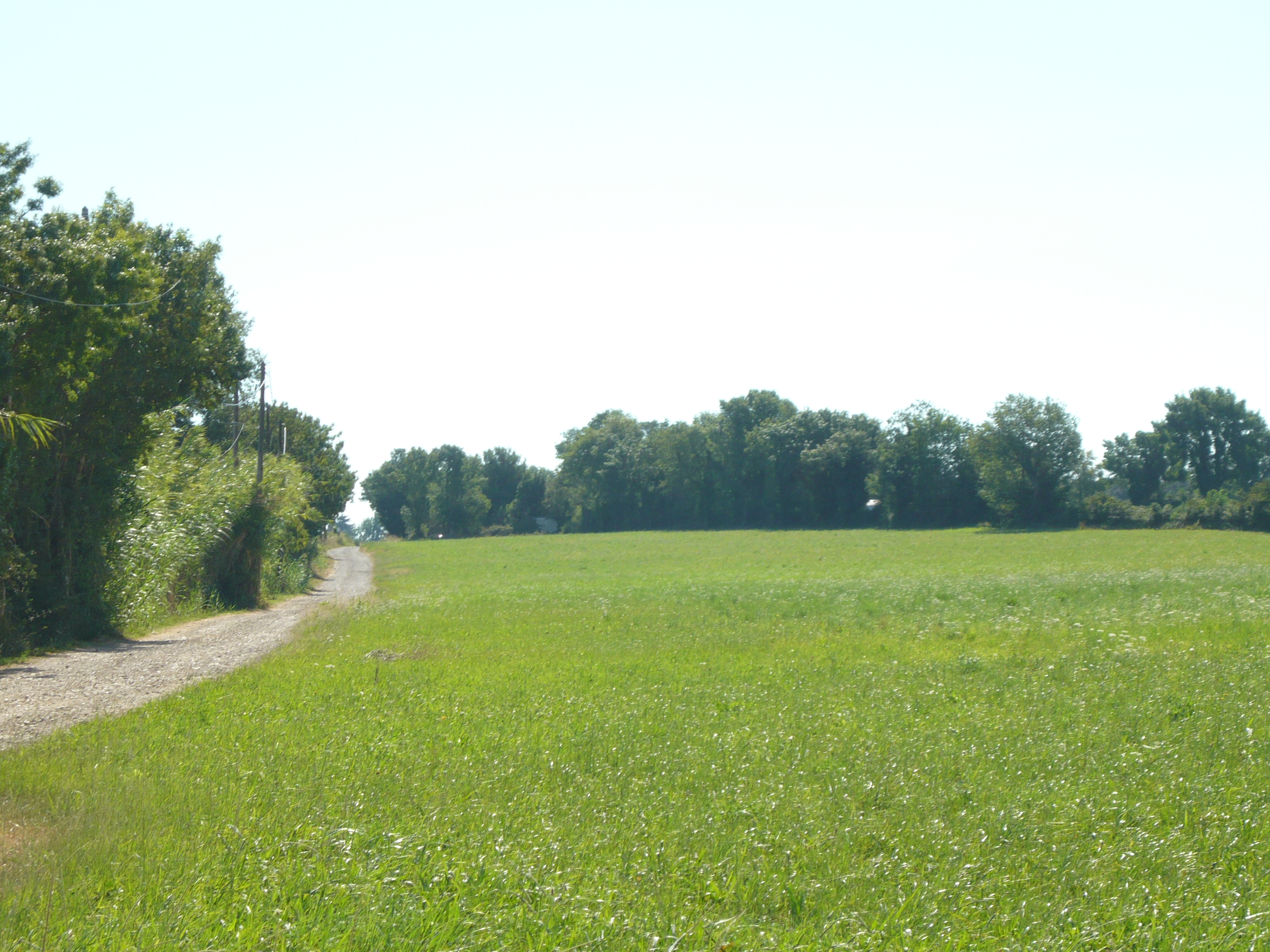
Pré pour foin de Crau.
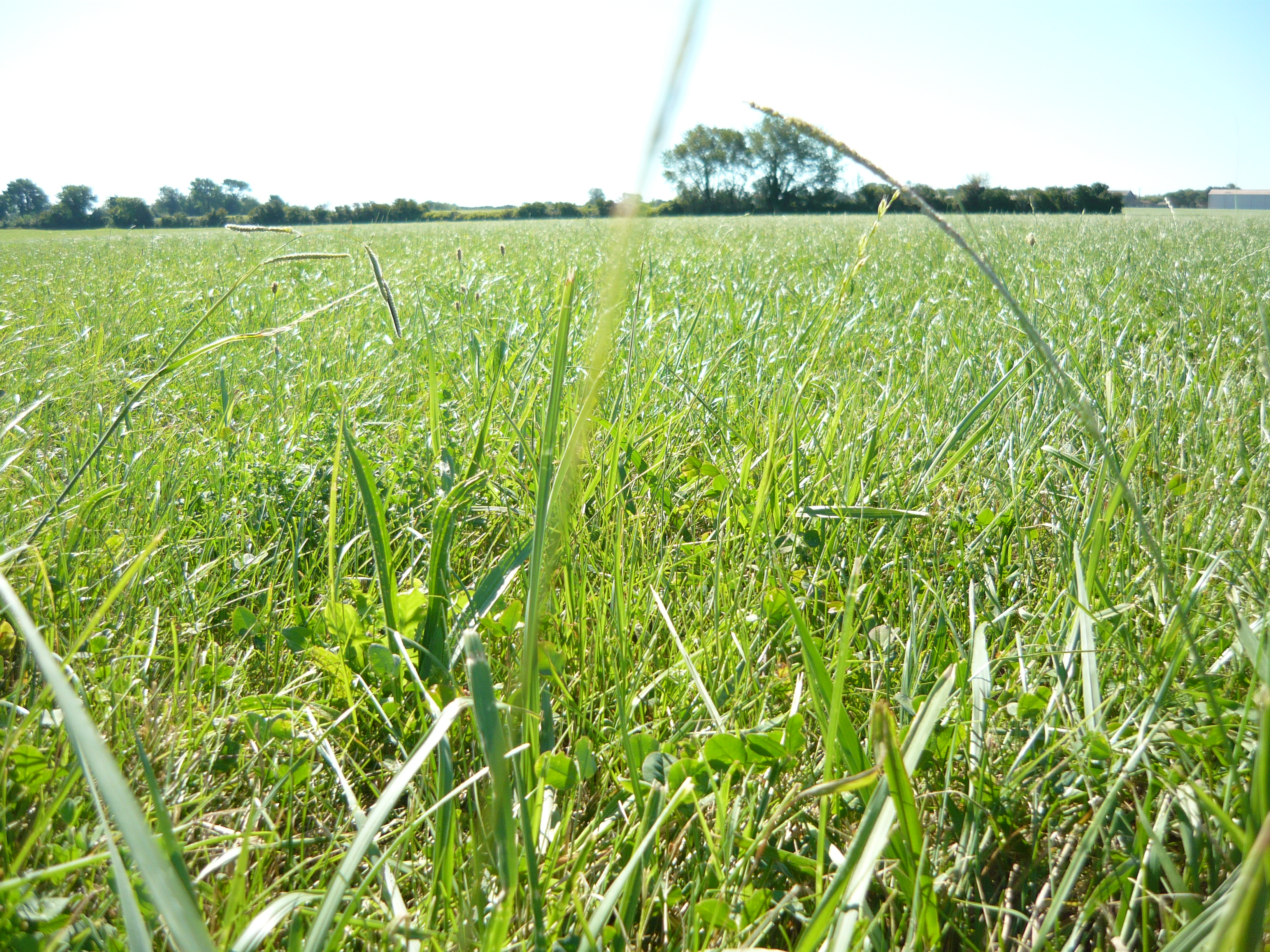
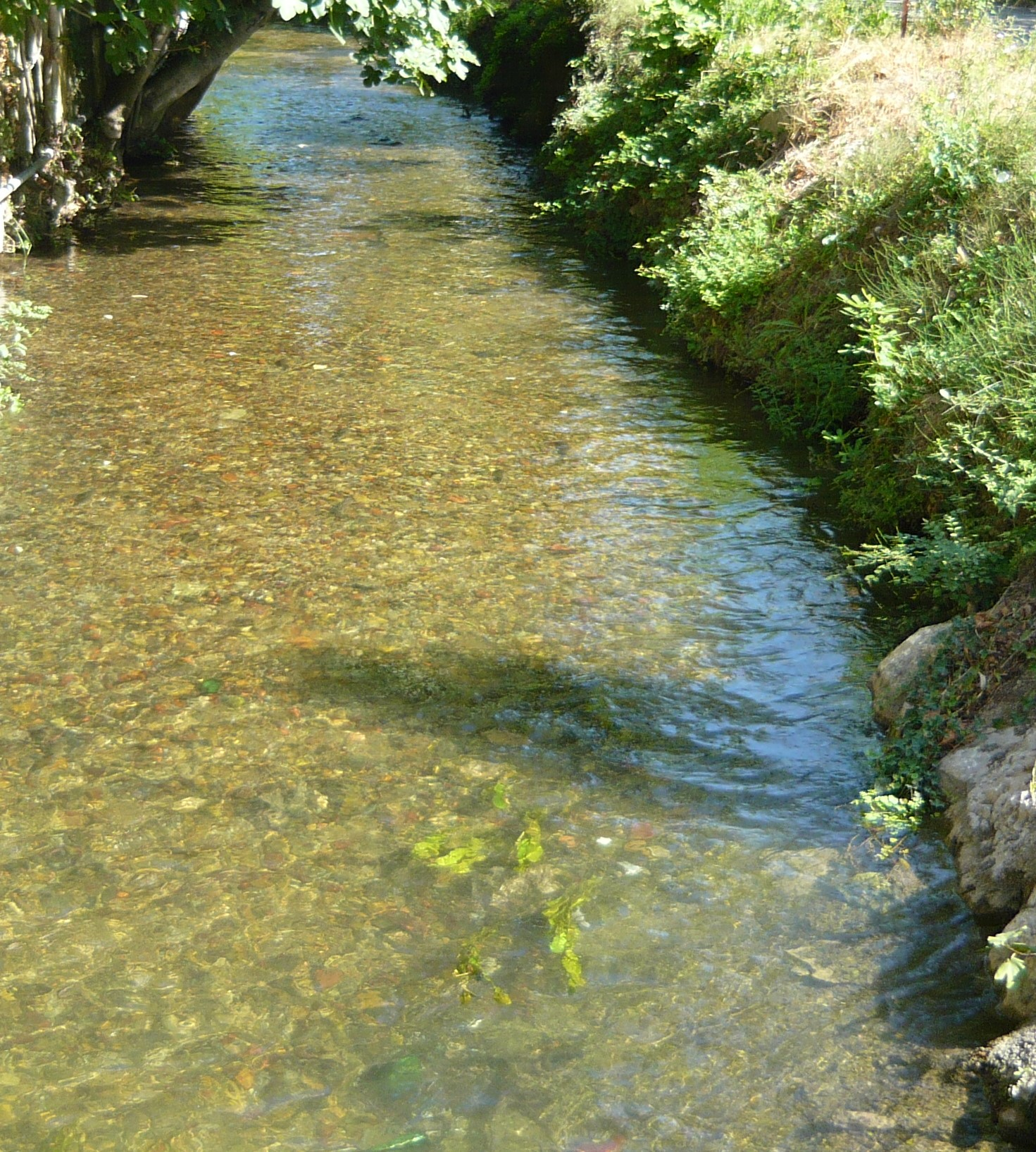
La Chapelette.
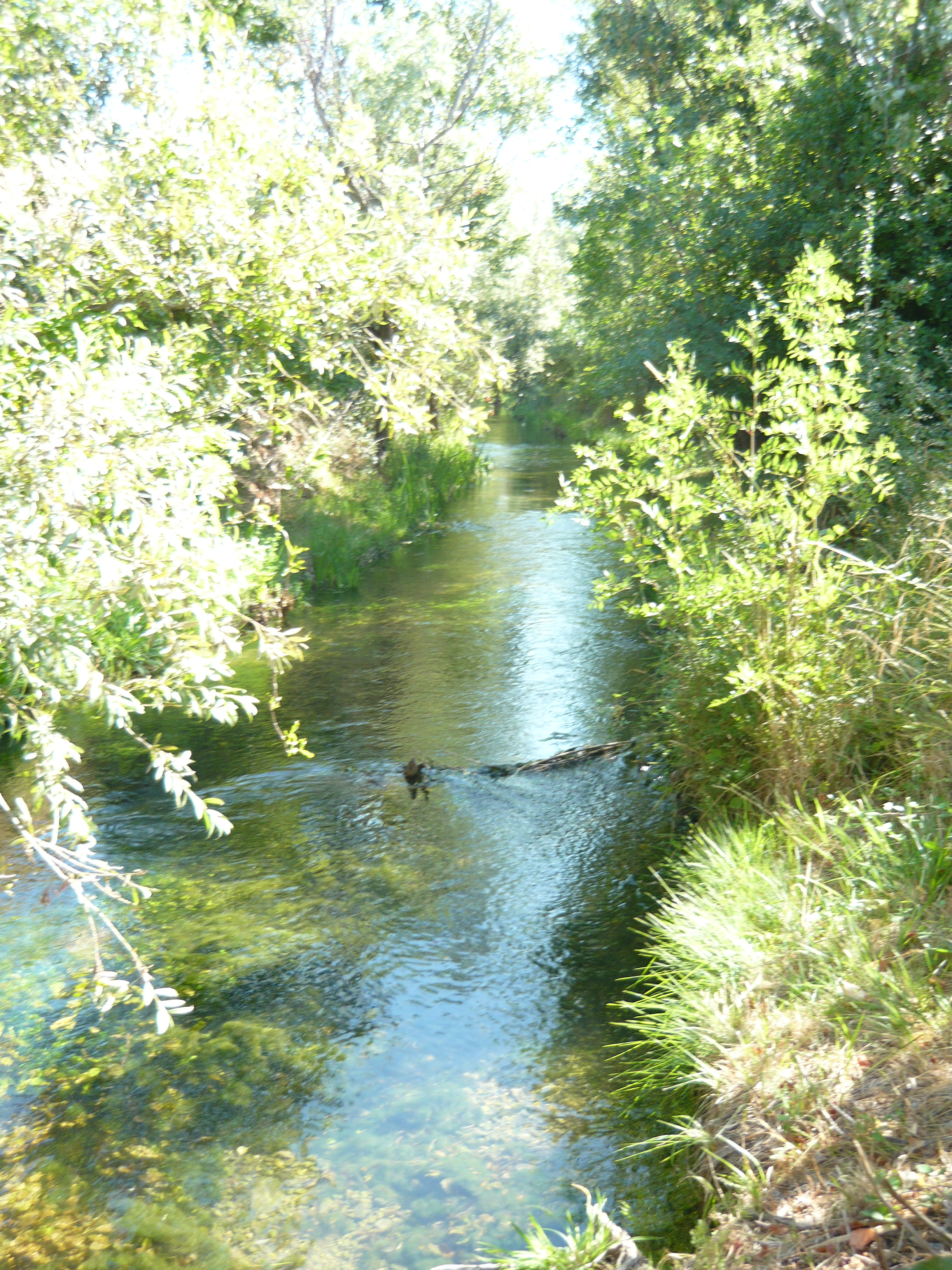
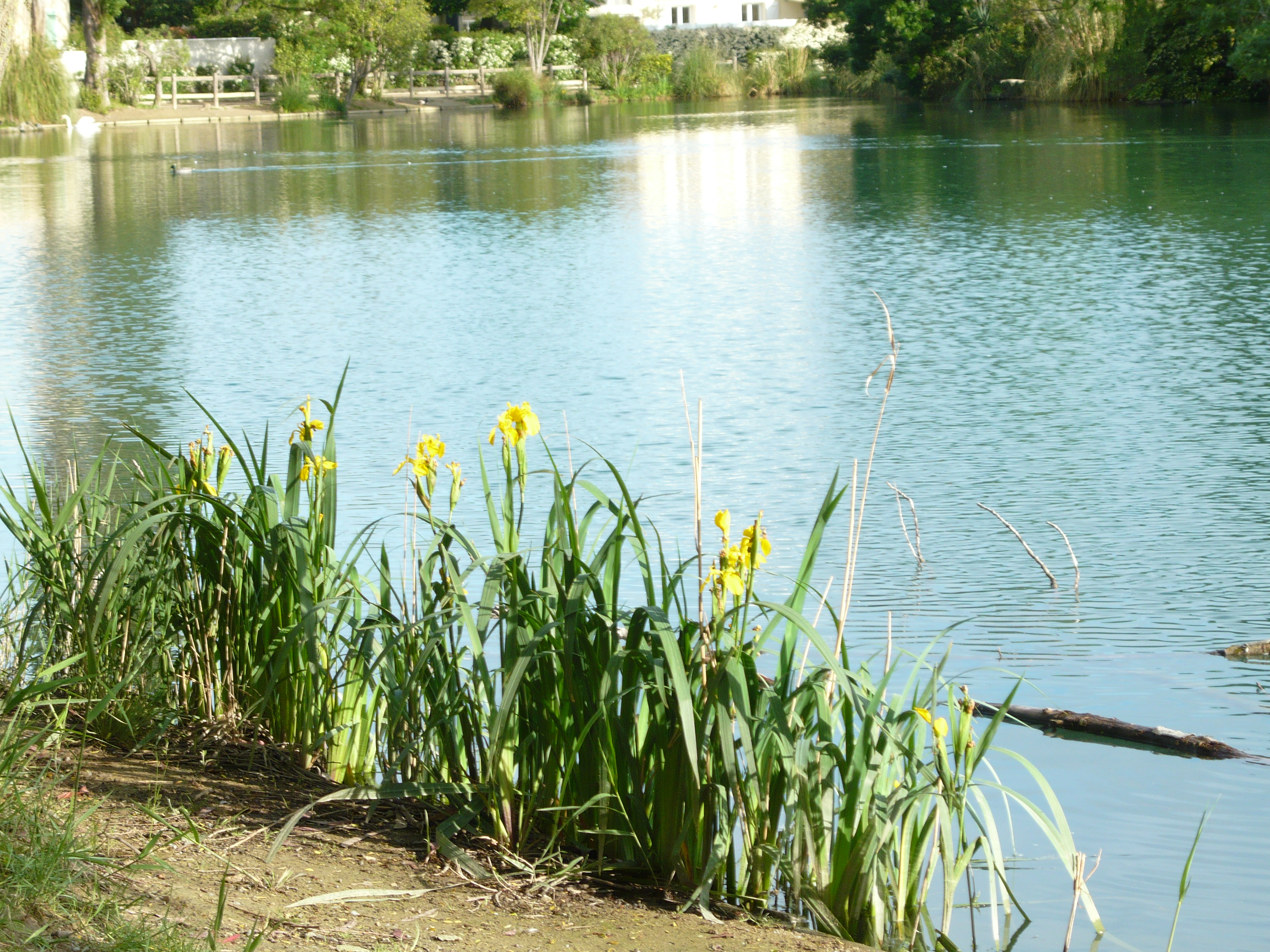

## Économie

### Élevage

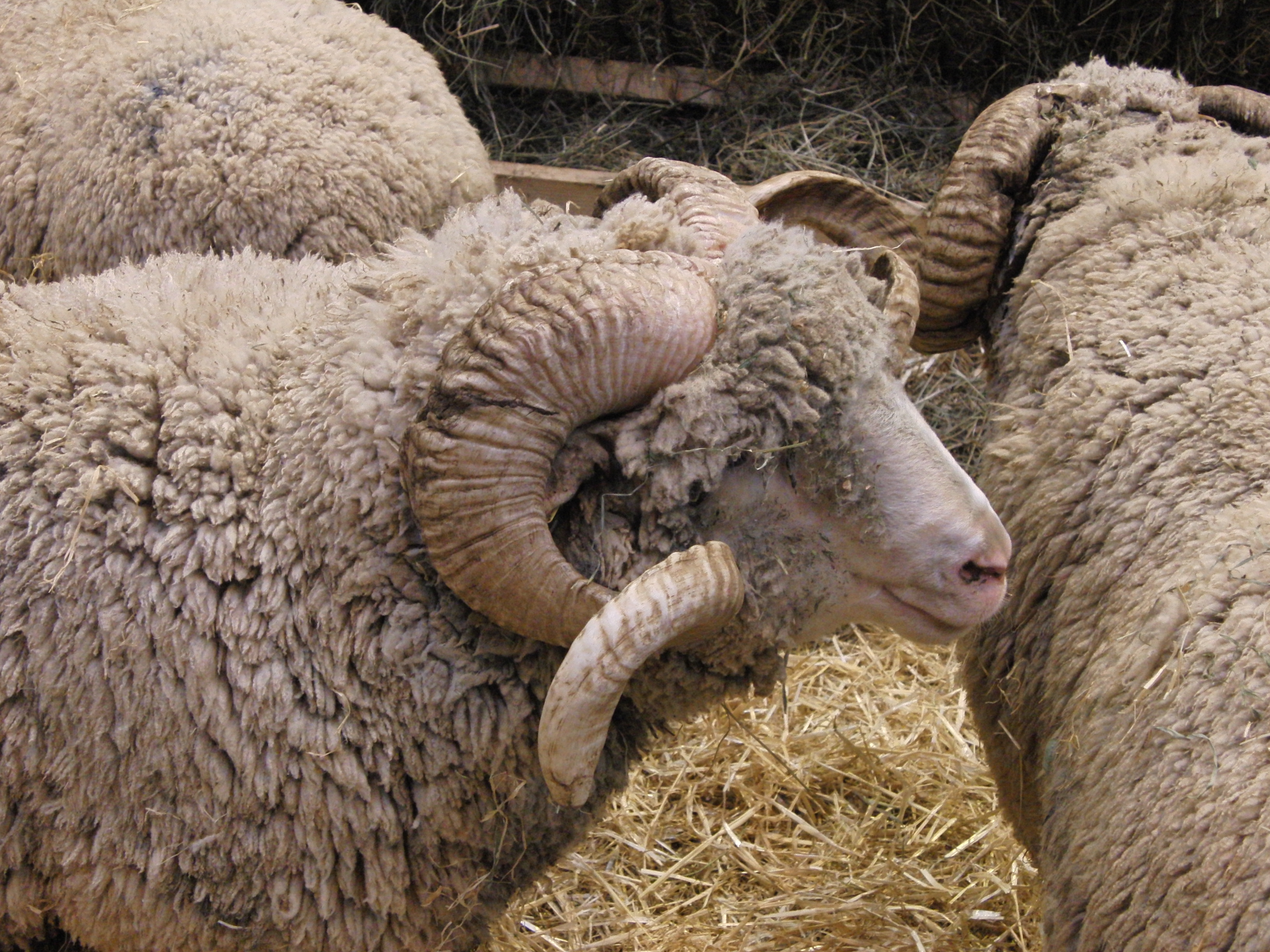
Mérinos d'Arles.

La Crau est pâturée au moins depuis les temps antiques, comme l'attestent les récentes découvertes archéologiques et notamment les nombreuses bergeries romaines.
Plus tard, au XVIe siècle, les troupeaux de brebis de l'Hôtel-Dieu du Puy-en-Velay descendent hiverner dans la plaine de la Crau. Cette transhumance inverse s’effectuait de novembre à mai, partait de La Planèze du Devès (Saint-Jean-Lachalm) et allait jusqu’au Coussou del Comte dans la Crau. Les étapes principales étaient Le Bouchet-Saint-Nicolas, La Sauvetat, Pradelles, Peyrebeille, col de la Chavade, col du Bez, Loubaresse, Petit-Paris, Peyre, Planzolles, Lablachère, Barjac, Bagnols-sur-Cèze, Avignon, Pont de Bonpas et Saint-Rémy-de-Provence.
L'élevage ovin est encore une activité importante de la région, avec un système de transhumance vers les Alpes. La race ovine locale est le Mérinos d'Arles, élevée pour la laine et les agneaux. Depuis le début des années 2000, la laine du Mérinos est un produit à nouveau demandé et apprécié pour son élasticité, sa légèreté et sa chaleur une fois tissée. De nombreuses bergeries ont été construites au XIXe siècle. Toutes les bergeries ont un nom, reporté sur les cartes géographiques ou bénéficient d'appellations locales, telles que Peau de Meau, l'Opéra, la grosse du levant, la grosse du milieu, la grosse du couchant, la brune d'Arles, la brune d'Istres, le grand carton, le petit carton, Couliès, Collongue…

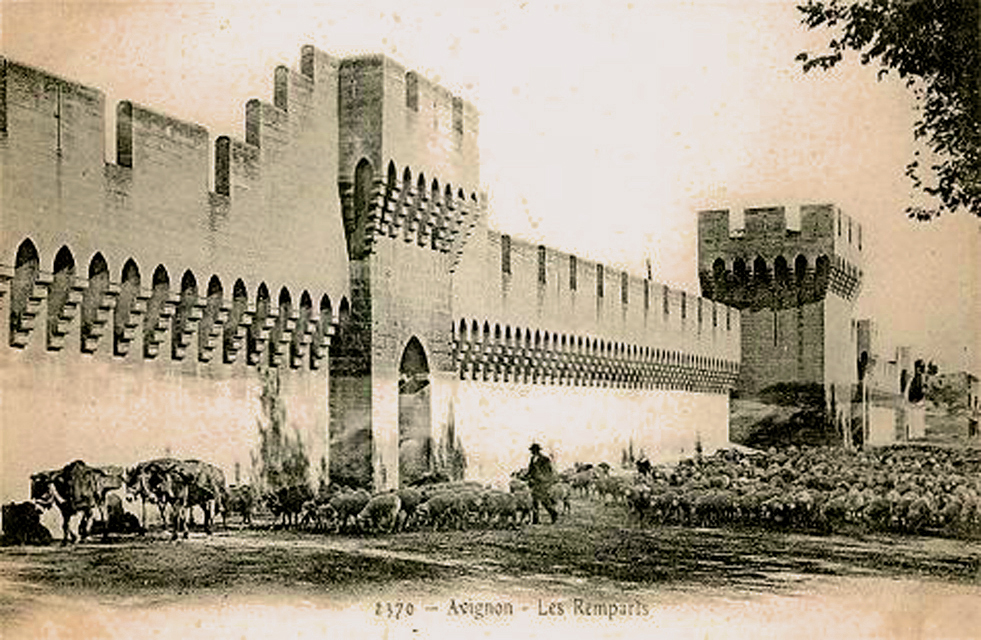
Passage le long des remparts d'Avignon des troupeaux venus de la Crau en transhumance vers le Vivarais.

Une partie des grands troupeaux de moutons de la Crau a pratiqué pendant longtemps l'estive dans les monts du Vivarais.
La transhumance se pratiquait encore dans la première partie du XXe siècle : « Le Bès est un lieu de passage des transhumants, les seuls voyageurs qui continuent à se déplacer au rythme d'autrefois. À la belle saison, quelques-uns remontent encore de la Camargue ou de la Crau vers les pâturages de Bauzon, du Mézenc, pour y passer l'été, avec les ânes porteurs de bagages, les chiens, le bayle, maître berger, et ses aides qui vivront pendant des semaines, jour et nuit, entre l'herbe et le ciel, sans autre abri qu'une cabane pour l'orage. »
La pratique de l'élevage transhumant des moutons dans la vallée de la Crau, a conduit à la création d'une race de chiens de berger spécifique : le Berger de la Crau

### Culture
La Crau humide est irriguée par les eaux de la Durance, par gravité, ce qui crée des prairies par apports de limons ; elle fournit notamment le fameux foin de Crau, le premier labellisé AOC. Les balles de foin AOC sont entourées d'une lanière rouge et blanche qui en distingue le label. Ce foin subit trois coupes successives, la première s'effectuant aux alentours du 1er mai. La dernière pousse, la 4e (parfois la 5e pour les années excellentes) est pâturée au retour d'estive. Le foin de Crau est d'excellente qualité grâce notamment à une flore très variée ; on trouve les plantes suivantes :
- Poacées : le Fromental (Arrhenattherum eliatus), le Dactyle pelotonné (Dactylis glomerata), la Fétuque des prés (Festuca pratensis), la Houlque laineuse (Holcus lanatus), le paturin des prés (Poa trivalis).
- Fabacées : le Trèfle blanc ou rampant (Trifolium repens), le Trèfle des prés (Trifolium pratense), le Lotier corniculé (Lotus corniculatus), la Luzerne lupuline (Medicago lupulina) la Vesce craque ou vesce en bouquet (Viccia cracca).
- Autres : la carotte sauvage (Daucus carota), le Panais (Pastanica sativa), le Pissenlit officinal (Taraxacum officinale), le Plantain lancéolé (Plantago lanceolata), le Gaillet mollugine (Gallium mollugo), la Renoncule âcre (Ranunculus acris).

Profitant de la réserve d'eau facilement accessible que constitue la nappe phréatique, des cultures maraîchères intensives (céréales, melons…) et des vergers se sont implantés dans la deuxième moitié du XXe siècle.
Les principaux clients du foin de Crau se trouvent en région parisienne, en Savoie, dans les Émirats et en Arabie Saoudite.
La réputation du foin de Crau a également investi le monde culinaire avec le jambon au foin de Crau ou la farce au foin de Crau.

### Eau de surface et eau souterraine
Le canal de Craponne alimente la Crau humide ; la Crau sèche abrite également une immense nappe phréatique qui alimente en eau 270 000 habitants dont seulement 100 000 vivent sur la plaine de la Crau.
L'eau souterraine, environ 43 millions de m3 d'irrigation prélevés chaque année, est gérée par l'OUGC, Organisme Unique de Gestion Collective nappe de Crau.
En 2016, cet organisme a anticipé sur le changement climatique en étudiant des règles à l'horizon 2020 sur le partage de l'eau :
- 2017 transparence entre les irrigants et l'OUGC Nappe de Crau ;
- 2020 déclaration mensuelle en gestion volumétrique ;
- Au-delà de 2020, échanges de volumes d'eau et fonds de compensation.

## Patrimoine culturel

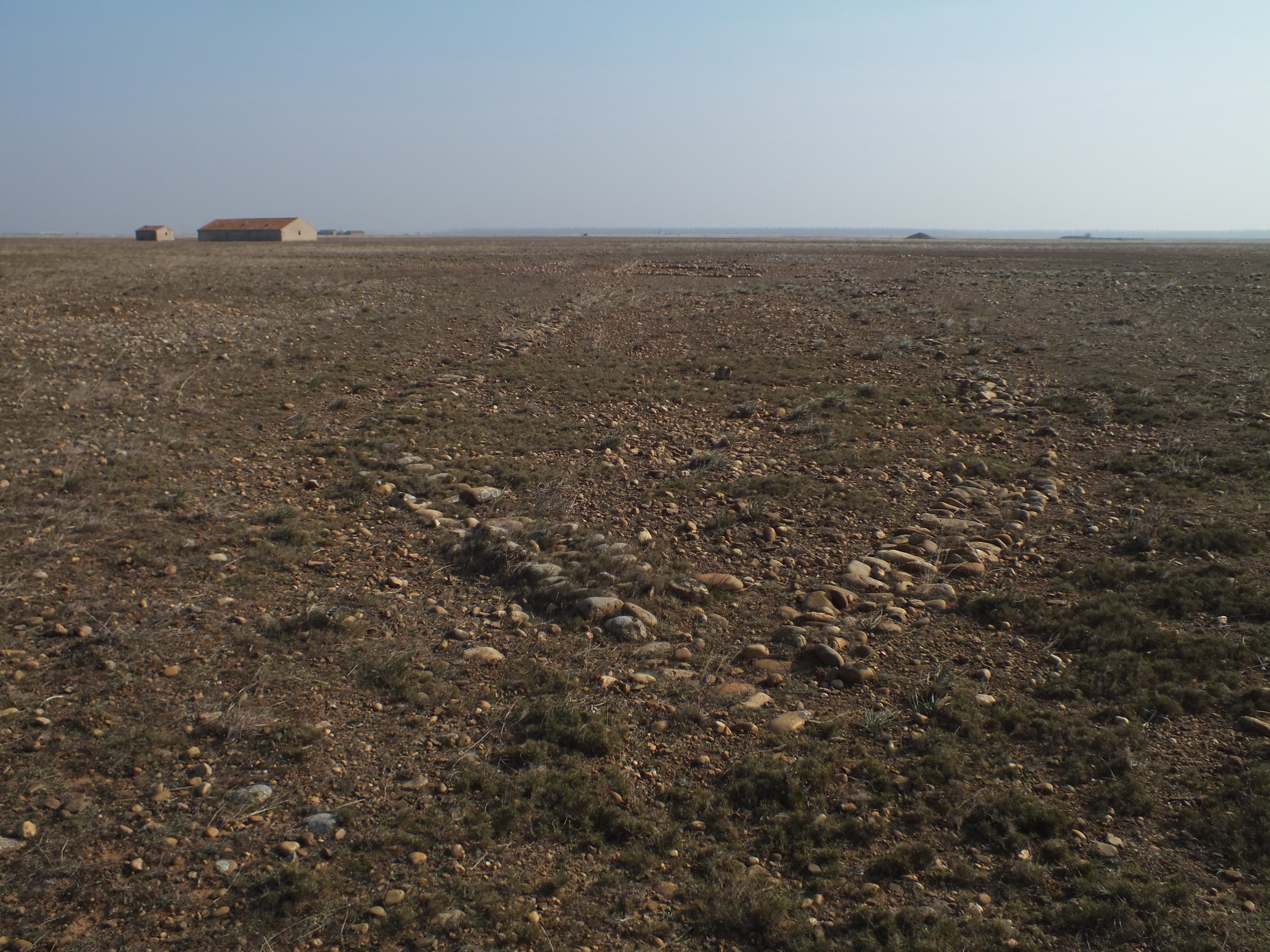
Fondations de la bergerie romaine du Petit-Abondoux, en forme de pointe.

Des traces attestent de la présence humaine dès le Néolithique. De nombreuses traces d'occupations romaines ont été découvertes dans les années 1990, dont des bergeries, des puits et des fours. Les bergeries étaient de grands bâtiments, orientés face au vent dominant (nord-ouest), en forme de pointe pour la plupart, mesurant de 40 à 65 m de long et de 8 à 10 m de large. Des traces du Moyen Âge ont également été trouvées. Des ruines de bergeries du XVIIIe siècle sont encore présentes, souvent à proximité des bergeries romaines, les galets ayant été réutilisés d'une époque à l'autre. Selon le même processus, de nombreuses bergeries du XIXe siècle sont présentes près des ruines anciennes et sont encore utilisées aujourd'hui. Sur les murs de ces bergeries, des graffitis plus ou moins travaillés témoignent du passage des bergers.

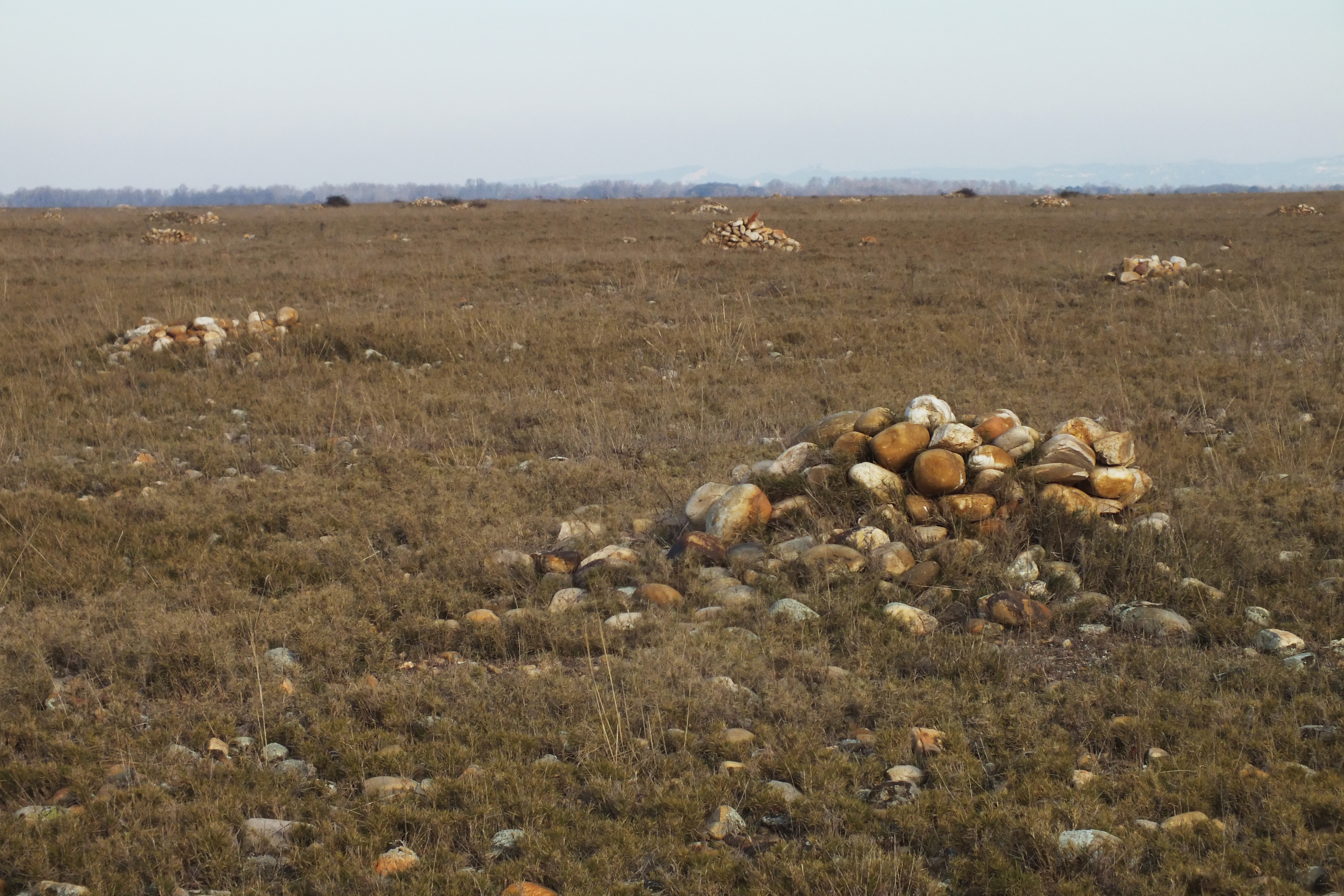
Tas de galets édifiés pendant la Deuxième Guerre mondiale par l'armée allemande, afin d'empêcher les Alliés de faire atterrir des planeurs dans la plaine de la Crau.

On constate la présence d'amoncellement de cailloux sous forme de cônes régulièrement disposés. Ils ont été mis en place au cours de la Seconde Guerre mondiale par les Allemands, qui occupaient la Provence à cette époque. L'objectif était d'empêcher l'atterrissage de planeurs ou d'avions derrière les lignes en cas de débarquement des Alliés. Comme de nombreux ouvrages défensifs de l'époque, leur construction a été assurée par l'Organisation Todt.

## Milieu naturel

### Climat
Le climat de la Crau est typiquement méditerranéen avec une pluviosité moyenne annuelle de l'ordre de 400 à 600 mm dont la moitié est concentrée en automne, une très faible pluviosité en été, un ensoleillement important (proche des 3 000 heures annuelles) et des températures estivales élevées de 24 à 25 °C en moyenne au cours des mois de juillet et d'août.

#### Températures
Les températures moyennes au cours de l'année sont de l'ordre de 15 à 16 °C, les mois de juillet et d'août étant les plus chauds avec des températures moyennes de 24 à 25 °C et des températures maximales moyennes de 30 à 31 °C. Dans les coussouls, les galets accumulent la chaleur pendant le jour la restituent la nuit ; les chaleurs moyennes sont ainsi plus élevées que dans les autres parties de la Crau.

#### Pluviométrie
La Crau reçoit en moyenne 550 mm d'eau de pluie par an mais avec des variations importantes d'une année à l'autre, les précipitations moyennes allant de 350 à 800 mm. Les précipitations d'automne sont les plus importantes mais ont souvent un caractère orageux comme dans l'ensemble du climat méditerranéen.

#### Les vents
Au centre de la Crau, à la station du Grand Carton, le vent souffle 70 jours par an à plus de 20 km/h. Les épisodes très venteux, de plus de 30 km/h, se déroulent surtout en hiver et au printemps. Le vent dominant est le mistral froid et sec qui accentue fortement l'aridité du milieu pour les plantes ; il a, par ailleurs, un rôle bénéfique pour le foin de Crau en contribuant à un séchage rapide de l'herbe coupée.

### Flore
La flore de la Crau a dû s'adapter à des conditions écologiques très variées et souvent extrêmes, d'où sa très grande diversité. On peut distinguer plusieurs zones assez homogènes :
1. La garrigue à chêne vert sur les bordures au nord de la Crau (Mouriès), sur les costières du plan du bourg (sud-ouest) et au sud-est (Miramas).
2. Les milieux humides en bordure des étangs d'Entressen et des Aulnes.
3. Le coussoul steppe caillouteuse.

Par ailleurs, dans l'ensemble de la Crau, on trouve dix espèces végétales classées dans l'inventaire des plantes protégées au niveau national.

#### La garrigue
Grâce à leurs feuilles dures et coriaces qui réduisent l'évaporation, les plantes à feuilles persistantes peuvent survivre à la sécheresse de l'été. On rencontre les plantes suivantes : le romarin (Rosmarinus officianalis), le thym (Thymus vulgaris), la sarriette (Satureja montana), la lavande, l'ajonc de Provence ou Argeiras (Ulex parviflorus), le ciste de Montpellier (Cistus monspeliensis), le chêne kermès (appelé ainsi car il est l'hôte de la cochenille Kermes vermilio, autrefois récoltée pour la production de la couleur écarlate), le chêne vert (Quercus ilex), etc.

#### Les milieux humides
En bordure des étangs des Aulnes et d'Entressen, là où la nappe phréatique affleure, s'est développée une ripisylve restreinte composée des espèces suivantes : peupliers blancs (Populus alba), frênes à feuilles aiguës (Fraxinus oxyphylla ou angustifolia), l'aulne glutineux (Alnus glutinosa), le chêne rouvre (Quecus petraea ou robur), la clématite des haies (Clematis vitalba), le lierre grimpant (Hedera helix), la bryone dioïque (Bryonia dioica) et la vigne (Vitis vinifera).

#### Le coussoul
Le coussoul est une végétation unique, résultat des conditions pédologiques et climatiques particulière du milieu, en équilibre avec un pâturage multiséculaire. La présence dans le sous-sol d'un poudingue qui isole le terrain superficiel de la nappe phréatique, empêchant ainsi les racines des plantes d'y trouver l'humidité nécessaire, et l'importance du mistral contribuent à une sécheresse contraignante à laquelle la végétation a dû s'adapter.
Peu de plantes rares sont présentes dans le coussoul, mais c'est l'association unique de plantes qui lui confère son aspect patrimonial. Les espèces dominantes du coussoul sont le Brachypode rameux (Brachypodium retusum), le thym (Thymus vulgaris), la lavande (Lavandula latifolia) surtout dans le nord-est de la zone, les stipes et l'asphodèle d'Ayard (Asphodelus ayardii). En phytosociologie, c'est l'asphodèle qui donne son nom à l'association Asphodeletum fistulosi (on a d'abord cru que l'asphodèle présente en Crau était Asphodelus fistulosus). Cette association fut décrite en 1950 par René Molinier et Gabriel Tallon comme « une des associations les plus riches de Provence. »
La végétation herbacée, pâturée chaque année au printemps par les troupeaux ovins, est constituée pour 50 % par des thérophytes (plantes annuelles), qui subsistent aux périodes défavorables (froid ou sécheresse) sous forme de graines, et pour 30 % par des hémicryptophytes, plantes vivaces à organes de survie au niveau du sol. Le prélèvement annuel du coussoul dû au pâturage des moutons est de l'ordre d'une tonne de matières sèches par hectare. Malgré son apparente homogénéité, la végétation du coussoul varie beaucoup en fonction de la pression de pâturage. Concernant la qualité de ce pâturage, le berger fait la différence entre le « fin  » constitué des espèces fourragères de bonne qualité à base de graminées et de plantes à rosettes, à dominance d'annuelles à cycles courts d'une part, et le « grossier », constitué essentiellement du Brachypode rameux, d'autre part.
Les principales plantes consommées par les ovins sont l'andryale à feuilles entières (Andryala integrifolia), l'égilope ovale (Aegilops ovata), l'avoine barbue (Avena barbata), le brome rougeâtre (Bromus rubens), le dactyle (Dactylis hispanica), l'andropogon (Dichantium ischaemum), l'euphorbe petit-cyprès (Euphorbia cyparissias), la picridie vulgaire (Picridium vulgare) et la vulpie (Vulpia).
Aux abords des bergeries, une végétation nitrophile est présente grâce à l'enrichissement du sol par les déjections des moutons. On trouve dans les endroits les plus riches en azote les orties (Urtica pilulifera), le chardon-Marie (Silybum marianum), la marrube (Marrubium vulgare), la jusquiame noire (Hyoscyamus niger), le chénopode des murs (Chenopodium murale) et la grande mauve (Marubium vulgare). Dans les zones un peu plus éloignées des bergeries se trouvent le chardon aux ânes (Onopordum illyricum), le chardon béni (Carthamus lanatus), la carline laineuse (Carlina lanata), des trèfles et le pâturin bulbeux (Poa bulbosa).

#### Les plantes patrimoniales ou protégées

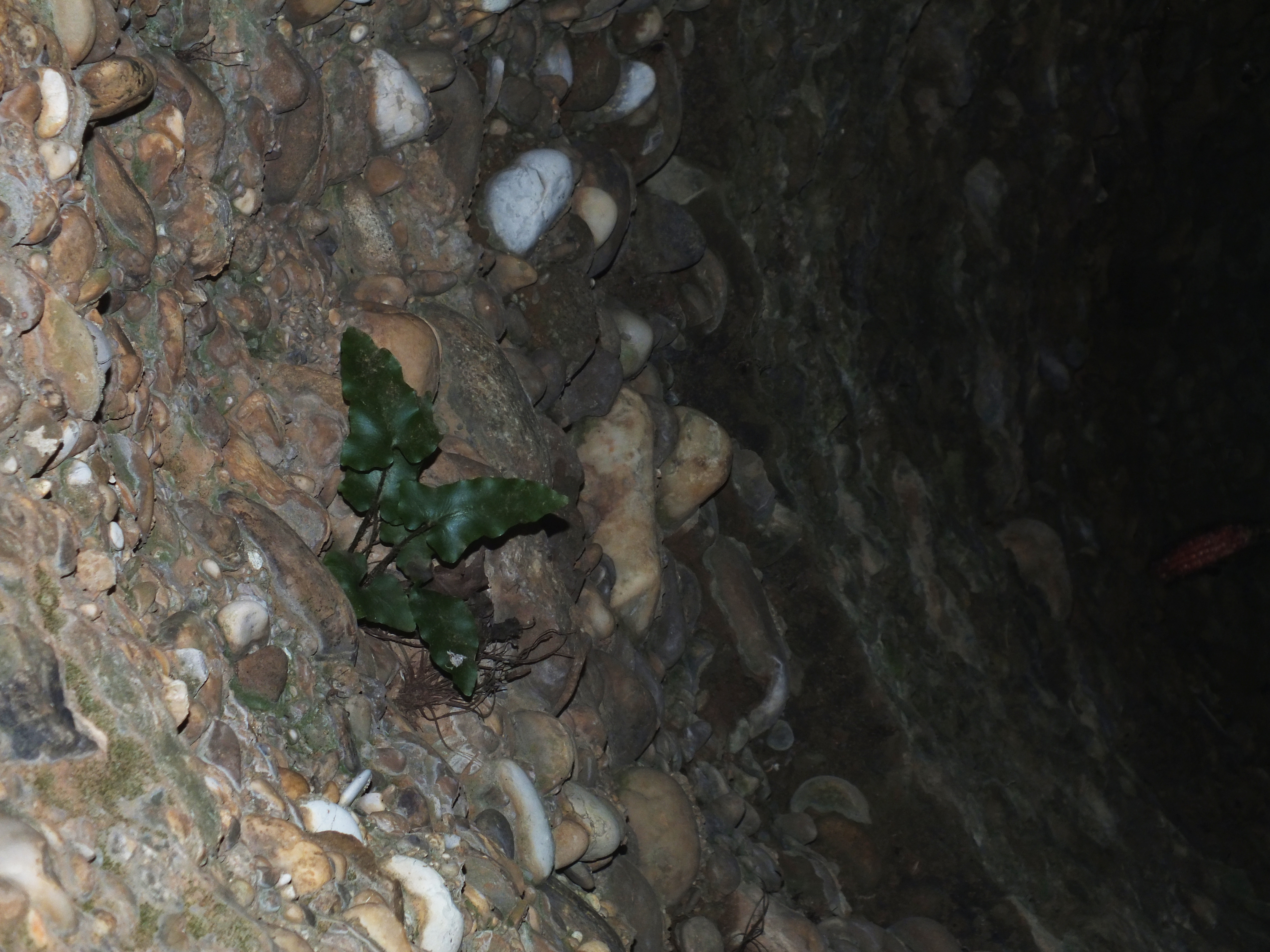
Asplenium sagittatum, plante protégée au niveau national, dans un puits de la Crau.

Dans la Crau, trente et une espèces végétales d'intérêt patrimonial ou protégées au niveau national ou régional sont connues, dont dix relèvent d'une protection nationale. Parmi cette dernière catégorie on trouve les plantes suivantes :
- La scolopendre sagittée (Scolopendrium sagittatum ou Phyllitis sagittata), fougère vivace également appelée « Herbe à la mule », croissant dans les puits creusés[29].
- Gratiole officinale (Gratiola officinalis) plante vivace glabre haute de 15 à 50 cm[30]. Elle est signalée près des roselières à l'étang des Aulnes, à la Grosse du sud et au marais du Coucou[31].
- La Linaire grecque (Kickxia commutata), petite plante vivace à tige couchée avec des fleurs isolées à l'aisselle des feuilles portées par un long pédicelle[32].
- La Nivéole d'été (Leucojum aestivum), plante bulbeuse des endroits humides[33], elle est présente au bord de l'étang des Aulnes et des coustières (marais du coucou)[31].
- La Salicaire à trois bractrées (Lythrum tribracteatum), plante annuelle à port dressé avec des fleurs pourpres à calice tubuleux étroit[34]. On la trouve autour de l'étang des Aulnes[31].
- L'Orchis à fleurs lâches (Orchis laxiflora) se trouve dans les prairies humides[31].
- L'Herbe de Saint-Roch (Pulicaria vulgaris).
- La Renoncule à feuilles d’ophioglosse (Ranunculus ophioglossifolius), présente dans la Grosse du sud.

### Faune
La faune de la Crau sèche est unique en France. De nombreuses espèces, notamment d'oiseaux, sont typiques des steppes de la péninsule Ibérique ou de l'Afrique du Nord.

#### Les arthropodes
La tarentule (Lycosa narbonensis) se trouve en Crau. Elle passe la journée sous les cailloux et chasse pendant la nuit des insectes qu'elle paralyse avec son venin. La présence ici de cette araignée n'est pas étonnante car selon le célèbre entomologiste Jean-Henri Fabre, les terrains caillouteux à végétation de thym grillée par le soleil sont sa demeure favorite.
La Scolopendre méditerranéenne (Scolopendra cingulata) est abondante en Crau.
La Crau est très riche en insectes dont on estime le nombre à 64 000 individus par hectare.
Le criquet marocain (Dociostaurus maroccanus) était fréquent dans la Crau et la Camargue et pouvait former des nuées immenses comme en Afrique. Des invasions redoutables eurent lieu en Camargue en 1873 et 1891 et en Crau en 1920-1921. Depuis cette dernière date, un syndicat de défense a été créé pour lutter contre la prolifération de ce ravageur, et aucune invasion n'est à déplorer bien que des populations de criquets se développent.
Le criquet rhodanien (Prionotropis rhodanica) est une espèce particulière avec des ailes très courtes qui ne lui permettent pas de voler. Cette espèce endémique est en forte diminution.
Parmi les coléoptères, on trouve également une espèce endémique, le Bupreste de Crau (Acmaeoderella cyanipennis). Quelques espèces au nombre de sept à huit vivent dans les excréments de moutons. On peut citer une espèce rare particulièrement liée à cet habitat : l'Aphodius quadriguttatus, sous-famille des Aphodiinae, de la famille des Scarabaeidae, de petite taille (4 à 5 mm.) noir brillant avec deux taches rousses sur chaque élytre.

#### Les reptiles
La Crau est la région française où le lézard ocellé (Timon lepidus) est le plus fréquent ; d'une longueur de 65 cm, c'est la plus grande espèce de lézard vivant en Europe.
La couleuvre de Montpellier (Malpolon monspessulanus) est la seule espèce de serpent qui peut se trouver au centre de la Crau.

#### Les oiseaux
La Crau, biotope unique, abrite un grand nombre d'espèces rares au niveau national. L'avifaune est un des groupes les plus exceptionnels et les plus menacés du patrimoine naturel de la Crau. C'est la seule localisation française de nidification de deux espèces d'oiseaux, le Ganga cata et le Faucon crécerellette. Trois autres espèces dont l'aire de répartition s'étend hors de la Crau, concentrent dans cette plaine près de 50 % des effectifs français, l'outarde canepetière, l'œdicnème criard et l'alouette calandre. Enfin les effectifs d'autres espèces sont particulièrement importants, l'alouette calandrelle, la chouette chevêche, le rollier d'Europe et la pie-grièche. Par ailleurs et malheureusement, d'autres espèces ont disparu, la grande outarde et la pie-grièche à poitrine rose.
- Le Ganga cata

Cet oiseau qui était encore présent au XIXe siècle dans les départements des Pyrénées orientales et de l'Hérault ne se trouve plus en France qu'en Crau. Les autres populations les plus proches se trouvent dans la vallée de l'Èbre en Espagne. Les effectifs de Crau ont régressé, passant de 230/290 couples en 1975/1980 à 165/175 couples en 1989.
Cette régression est consécutive à celle des surfaces des coussouls qui constituent l'habitat de cet oiseau ; cette réduction pourrait être également due à d'autres facteurs encore peu connus, telle la consanguinité.
- Le Faucon crécerellette

Ce petit rapace d'une trentaine de centimètres ressemble au Faucon crécerelle mais il est plus vivement coloré. Il se nourrit essentiellement d'insectes (criquets, coléoptères) qu'il capture au vol, mais aussi de petits lézards. Cette espèce était autrefois répandue sur le littoral méditerranéen du département de l'Aude jusqu'aux Bouches-du-Rhône. Il a failli disparaître en France dans les années 1980 car sa population était réduite à quelques couples rassemblés dans la plaine de la Crau. Les causes de cette régression sont encore mal connues mais il est probable que l'usage intensif des insecticides ait réduit considérablement ses ressources alimentaires. Des nichoirs ont été installés sur le toit de certaines bergeries. La population est aujourd'hui remontée à quelques centaines de couples.
- L'Outarde canepetière

Cet oiseau occupait autrefois une grande partie de la France dans de vastes zones agricoles. L'abandon des jachères, l'utilisation d'herbicides et la régression des cultures de luzerne ont entrainé une chute des effectifs français qui sont passés de 6 500 mâles environ en 1980 à 1 100 en 1996. L'estimation du nombre de mâles pour la Crau est d'environ 470. La densité sur l'ensemble des coussouls reste stable avec 3,3 couples pour 100 ha ; la population hivernante en Crau est de 1 500 individus, l'essentiel de l'effectif hivernant se trouvant concentré dans le secteur nord-est.
- L'Œdicnème criard

Également appelé courlis de terre, c'est un des oiseaux les plus fréquents de la steppe. Il élève souvent deux nichées par an en Crau. Sa population est estimée à 300 couples ; elle paraît stable et peut-être même en légère augmentation.
- L'alouette calandre

C'est la plus grande alouette d'Europe. Elle avait au XIXe siècle une répartition uniforme des Pyrénées orientales au Var. À l'heure actuelle il ne reste que des colonies éparses dans la Crau et les départements voisins. La survie de ces populations isolées est problématique. Les causes de cette régression sont liées à la disparition de certains parcours ovins mais aussi peut-être à la compétition avec l'alouette des champs (Alauda arvensis}.

### Protection

#### Biodiversité unique et site européen à protéger
La plaine de la Crau est reconnue pour sa biodiversité unique en Europe et comme deuxième site européen à protéger.

#### Conservatoire d'Espaces Naturels de Provence-Alpes-Côte d’Azur
Le Conservatoire d'Espaces Naturels de Provence-Alpes-Côte d’Azur, association de protection, protège :
- Peau de Meau, 167 ha, commune de Saint-Martin-de-Crau, sous convention avec le WWF depuis 1991. Acquisition soutenue par de nombreux donateurs.
- Figuières, 87,5 ha, commune de Saint-Martin-de-Crau, acquis en 1991 avec l'aide d'Actions Vertes.
- Neigreron Collongues, 276 ha commune d'Arles, convention de gestion en 1994 avec le Conservatoire de l'Espace Littoral et des Rivages Lacustres (CELRL).
- Lucquier Calissanne : 205 ha, communes d'Istres et de Saint-Martin-de-Crau, acquis avec l'aide des Actions Vertes en avril 1999 et juillet 2000.
- Grosse du Sud, 120 ha, commune d'Arles, convention de gestion avec le Conservatoire de l'Espace Littoral et des Rivages Lacustres (CELRL) depuis octobre 2002.
- Coucou marais, 52 ha, commune d'Istres, convention de gestion avec le Conservatoire du Littoral depuis octobre 2002.
- Cabane Rouge, le Coucou, Croix de Crau, la Jasse, la Poitevine, Retour des Aires : 1 820 ha sous convention avec le programme Action Communautaire pour l'Environnement (ACE) mis en place pour soutenir le pastoralisme et le monde agricole, garants de la pérennité du patrimoine naturel de Crau.

## Pollutions

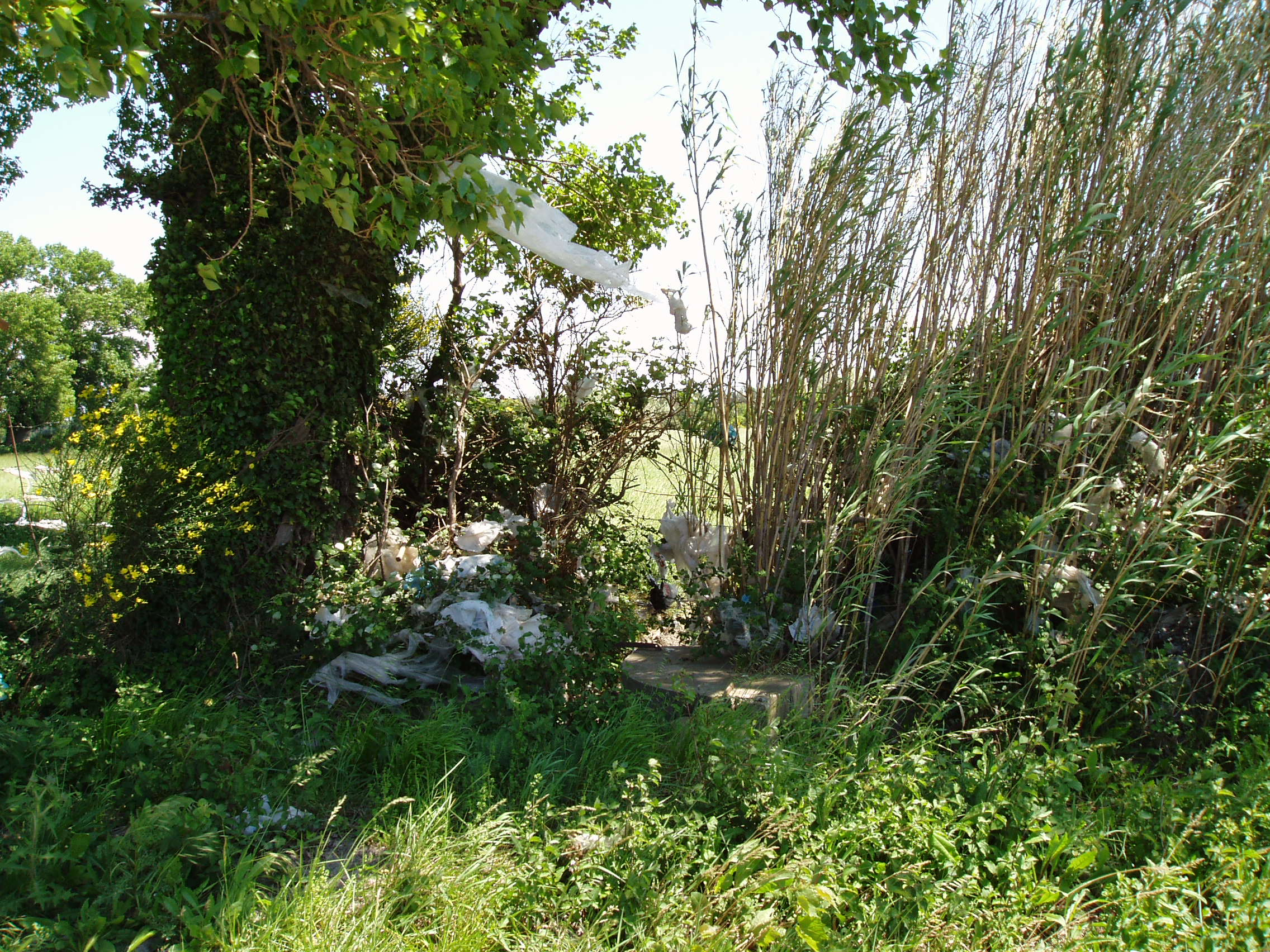
Sac en plastique transportés par le vent.

### Décharge dite d'Entressen
Au bord de la Crau sèche se trouvait la décharge en plein air d'Entressen qui était la décharge de la ville de Marseille (cependant située dans la commune de Saint-Martin-de-Crau) depuis les années 1910. On pouvait observer de nombreux déchets, tels des sacs plastiques qui s'envolaient et s'accrochaient aux arbres les jours de mistral bien que la décharge de déchets fût interdite quand le vent souffle à plus de 35 km/h.
Le traitement des déchets a été repris par l'incinérateur de Fos-sur-Mer permettant ainsi la fermeture officielle de la décharge en 2010. Le site a depuis été réhabilité et abrite une unité de valorisation du biogaz.

### Rupture d'un oléoduc
Le 7 août 2009 la rupture d'un oléoduc de la Société du pipeline sud-européen (SPSE) libère 4 000 m3 de pétrole dans la réserve naturelle de la Crau. Dix-huit mois seront nécessaires pour restaurer la zone polluée,.

### Rassemblements de masse festifs non autorisés
Les 28 et 30 juillet 2017, les agriculteurs exploitant la zone située aux confins de Saint-Martin et de Fos-sur-Mer bloquent les chemins avec leurs tracteurs pour empêcher une manifestation festive non autorisée. Environ 5 000 personnes s'apprêtaient à participer à une fête en plein site Natura 2000. La gendarmerie a procédé à des contrôles d'alcoolémie et de consommation de stupéfiants.
Un second rassemblement de plusieurs milliers de festivaliers a eu lieu deux semaines plus tard, du 11 au 16 août, malgré les protestations des autorités et des riverains,. Le Conservatoire d'espaces naturels de Provence-Alpes-Côte d'Azur et la Chambre d'Agriculture des Bouches-du-Rhône ont porté plainte.
Environ 30 000 personnes ont ainsi piétiné quarante cinq hectares de la réserve et laissé derrière elles soixante tonnes de déchets dispersés sur 190 hectares. L'intervention de quarante personnes a été nécessaire pour ramasser ces déchets, pour un coût d'environ 100 000 euros. Des procès verbaux sont dressés, et en avril 2018, le tribunal correctionnel de Tarascon condamne neuf personnes à verser aux propriétaires des terrains et aux associations de défense de l'environnement 30 000 euros de dommages et intérêts ; le tribunal condamne également les prévenus à la confiscation du matériel de diffusion sonore saisi par les gendarmes.